# إبراهام هيشت
إبراهام هيشت (بالإنجليزية: Abraham Hecht)‏ هو حاخام أمريكي، ولد في 5 أبريل 1922 في بروكلين في الولايات المتحدة، وتوفي بنفس المكان في 5 يناير 2013.